# SuperDraft de la MLS 2011
La MLS SuperDraft 2011 fue el 12º evento de este tipo para la Major League Soccer Se llevó a cabo el 13 de enero de 2011 en Baltimore, Maryland, durante la Convención de 2011 NSCAA. El SuperDraft consistó de tres rondas con dieciocho selecciones de cada uno, para un total de 54 jugadores seleccionados en el proyecto. El proyecto precede a la Temporada de la Major League Soccer 2011.
A diferencia de los años anteriores fueron dos equipos de expansión los que recibieron los derechos de la primera y segunda selección en cada una de las tres rondas. Como el campeón de la Temporada 2010 el Colorado Rapids tiene el derecho a la selección final en cada ronda.

## Primera Ronda
|  | Miembro de Generación Adidas |

| N.º | Jugador          | Equipo de la MLS                                                | Universidad/Proyecto/Club           | Posición       | Imagen |
| --- | ---------------- | --------------------------------------------------------------- | ----------------------------------- | -------------- | ------ |
| 1   | Omar Salgado     | Vancouver Whitecaps                                             | Generación Adidas                   | Delantero      |        |
| 2   | Darlington Nagbe | Portland Timbers                                                | Universidad de Akron                | Delantero      |        |
| 3   | Perry Kitchen    | D.C. United                                                     | Universidad de Akron                | Centrocampista |        |
| 4   | Zarek Valentin   | Chivas USA                                                      | Universidad de Akron                | Defensa        |        |
| 5   | Zac MacMath      | Philadelphia Union                                              | Universidad de Maryland             | Portero        |        |
| 6   | A.J. Soares      | New England Revolution                                          | Universidad de California           | Defensa        |        |
| 7   | Kofi Sarkodie    | Houston Dynamo                                                  | Universidad de Akron                | Defensa        |        |
| 8   | Michael Nanchoff | Vancouver Whitecaps (desde Toronto FC)                          | Universidad de Akron                | Centrocampista |        |
| 9   | Jalil Anibaba    | Chicago Fire                                                    | Universidad de Carolina del Norte   | Defensa        |        |
| 10  | C. J. Sapong     | Sporting Kansas City                                            | Universidad James Madison           | Delantero      |        |
| 11  | Will Bruin       | Houston Dynamo (desde Seattle Sounders FC vía Portland Timbers) | Universidad de Indiana              | Delantero      |        |
| 12  | Rich Balchan     | Columbus Crew                                                   | Universidad de Indiana              | Defensa        |        |
| 13  | Corey Hertzog    | New York Red Bulls                                              | Univerisidad Estatal de Pensilvania | Delantero      |        |
| 14  | Víctor Estupiñán | Chivas USA (desde Real Salt Lake)                               | Liga de Quito                       | Delantero      |        |
| 15  | Justin Meram     | Columbus Crew (desde San Jose Earthquakes)                      | Universidad de Míchigan             | Delantero      |        |
| 16  | Paolo Cardozo    | Los Angeles Galaxy                                              | Quilmes                             | Centrocampista |        |
| 17  | Bobby Warshaw    | FC Dallas                                                       | Universidad Stanford                | Defensa        |        |
| 18  | Eddie Ababio     | Colorado Rapids                                                 | Universidad de Carolina del Norte   | Defensa        |        |

## Segunda Ronda
|  | Miembro de Generación Adidas |

| N.º | Jugador                | Equipo de la MLS                                                  | Universidad/Proyecto/Club                  | Posición       | Imagen |
| --- | ---------------------- | ----------------------------------------------------------------- | ------------------------------------------ | -------------- | ------ |
| 19  | Jeb Brovsky            | Vancouver Whitecaps                                               | Universidad de Notre Dame                  | Centrocampista |        |
| 20  | Michael Tetteh         | Seattle Sounders FC (desde Portland Timbers)                      | Universidad de California en Santa Bárbara | Defensa        |        |
| 21  | Juan Leone Cruz        | Seattle Sounders FC (desde D.C. United)                           | Universidad Metodista del Sur              | Defensa        |        |
| 22  | Chris Taylor           | Portland Timbers (desde Chivas USA vía Real Salt Lake)            | Universidad de Tulsa                       | Defensa        |        |
| 23  | Michael Farfan         | Philadelphia Union                                                | Universidad de Carolina del Norte          | Centrocampista |        |
| 24  | Stephen McCarthy       | New England Revolution                                            | Universidad de Carolina del Norte          | Centrocampista |        |
| 25  | John Rooney            | New York Red Bulls (desde Houston Dynamo)                         | Macclesfield Town                          | Centrocampista |        |
| 26  | Demitrius Omphroy      | Toronto FC                                                        | Universidad de California en Berkeley      | Defensa        |        |
| 27  | Servando Carrasco      | Seattle Sounders FC (desde Chicago Fire)                          | Universidad de California en Berkeley      | Centrocampista |        |
| 28  | Cole Grossman          | Columbus Crew (desde Sporting Kansas City vía Philadelphia Union) | Universidad de Duke                        | Centrocampista |        |
| 29  | Bryan Meredith         | Seattle Sounders FC                                               | Universidad de Monmouth                    | Portero        |        |
| 30  | Tyler Lassiter         | New York Red Bulls (desde Columbus Crew)                          | Universidad Estatal de Carolina del Norte  | Defensa        |        |
| 31  | Chris Korb             | D.C. United (desde New York Red Bulls)                            | Universidad de Akron                       | Defensa        |        |
| 32  | J.T. Murray            | Sporting Kansas City (desde Real Salt Lake)                       | Universidad de Lousville                   | Defensa        |        |
| 33  | Anthony Ampaipitakwong | San Jose Earthquakes                                              | Universidad de Akron                       | Centrocampista |        |
| 34  | Héctor O. Jiménez      | Los Angeles Galaxy                                                | Universidad de California en Berkeley      | Centrocampista |        |
| 35  | Charlie Campbell       | FC Dallas                                                         | Universidad de Lousville                   | Centrocampista |        |
| 36  | Colin Givens           | Colorado Rapids                                                   | Universidad Estatal de Míchigan            | Defensa        |        |

## Tercera Ronda
|  | Miembro de Generación Adidas |

| N.º | Jugador           | Equipo de la MLS                                                                                    | Universidad/Proyecto/Club                     | Posición       | Imagen |
| --- | ----------------- | --------------------------------------------------------------------------------------------------- | --------------------------------------------- | -------------- | ------ |
| 37  | Bilal Duckett     | Vancouver Whitecaps                                                                                 | Universidad de Notre Dame                     | Defensa        |        |
| 38  | Billy Cortes      | New York Red Bulls (desde Portland Timbers)                                                         | Universidad de Maryland                       | Defensa        |        |
| 39  | Steven Perry      | New England Revolution (desde D.C. United)                                                          | Universidad de Notre Dame                     | Delantero      |        |
| 40  | Jon Okafor        | Chivas USA                                                                                          | Universidad de Brown                          | Centrocampista |        |
| 41  | Levi Houapeu      | Philadelphia Union                                                                                  | Universidad de Maryland en Baltimore          | Delantero      |        |
| 42  | Ryan Kinne        | New England Revolution                                                                              | Universidad de Monmouth                       | Centrocampista |        |
| 43  | Matt Gold         | Toronto FC (desde Houston Dynamo)                                                                   | Universidad Estatal de Ohio                   | Defensa        |        |
| 44  | Efraín Burgos Jr. | Toronto FC (desde Toronto FC vía Colorado Rapids)                                                   | Universidad Politécnica Estatal de California | Centrocampista |        |
| 45  | Jason Herrick     | Chicago Fire                                                                                        | Universidad de Maryland                       | Delantero      |        |
| 46  | Konrad Warzycha   | Sporting Kansas City                                                                                | Universidad Estatal de Ohio                   | Centrocampista |        |
| 47  | Alex Caskey       | Seattle Sounders FC                                                                                 | Davidson College                              | Centrocampista |        |
| 48  | Bernardo Añor     | Columbus Crew                                                                                       | Universidad del Sur de la Florida             | Centrocampista |        |
| 49  | Joao Plata        | Toronto FC (desde New York Red Bulls)                                                               | Liga de Quito                                 | Centrocampista |        |
| 50  | Joe Willis        | D.C. United (desde Real Salt Lake vía Los Angeles Galaxy vía Real Salt Lake vía Los Angeles Galaxy) | Universidad de Denver                         | Portero        |        |
| 51  | Davis Paul        | Chicago Fire (desde San Jose Earthquakes)                                                           | Universidad de California en Berkeley         | Delantero      |        |
| 52  | Jarad vanSchaik   | Real Salt Lake (desde Los Angeles Galaxy)                                                           | Universidad de Portland                       | Centrocampista |        |
| 53  | Scott Gordon      | FC Dallas                                                                                           | Universidad Lynn                              | Defensa        |        |
| 54  | Alan Koger        | New England Revolution (desde Colorado Rapids)                                                      | The College of William and Mary               | Delantero      |        |

## Selecciones por Posición
| Ronda   | Portero | Defensa | Mediocampista | Delantero |
| ------- | ------- | ------- | ------------- | --------- |
| Primera | 1       | 7       | 4             | 6         |
| Segunda | 1       | 8       | 9             | 0         |
| Tercera | 1       | 2       | 10            | 5         |
| Totales | 3       | 17      | 23            | 11        |